# Другая драма
«Другая драма» (или «Пастернак»; англ.: Pasternak) — советско-британский телефильм 1990 года режиссёра Андрея Некрасова.
Фильм был снят в Ленинграде, с полностью советским актёрским составом и съёмочной группой, но по заказу британского телеканала Granada Television.

## Сюжет
Фильм-биография поэта Бориса Пастернака, где жизнь писателя переплетается со сценами из его романа «Доктор Живаго».

«Пастернак», с его изображениями чувствительного поэта, хватающегося за лоб и размышляющего о глубоких мыслях о любви, жизни и смерти, может показаться многим нерусским напыщенным и претенциозным. … В конце концов, этот Пастернак остается неуловимой фигурой, тщательно замаскированной под всеми этими грандиозными заявлениями о любви, жизни и смерти. В своем стремлении раскрыть сущность русской души г-н Некрасов в конечном итоге упускает из виду самого человека.
Оригинальный текст (англ.)Pasternak, which, with its images of the sensitive poet clutching his forehead and thinking deep thoughts about love, life and death, may strike more than a few non-Russians as pompous and pretentious. … In the end, this Pasternak remains an elusive figure, elaborately cloaked under all those grand pronouncements about love, life and death. In his eagerness to distill the essence of Russian soul, Mr. Nekrasov ends up losing sight of the man himself.
— John J. O’Connor — Review/Television; Merging Zhivago With His Creator // New York Times, May 31, 1990

## В ролях
- Александр Смирнов — Борис Пастернак (озвучивание: Иннокентий Смоктуновский; в англ. версии: Роберт Пауэлл)
- Дарья Худякова — Ольга Ивинская / Лара (озвучивание в англ. версии: Имоджен Стаббс)
- Леонид Майзель — молодой Пастернак/ Юрий Живаго
- Елена Васильева — Зинаида Нейгауз
- Валерий Доронин — Комаровский
- Борис Бирман — Стрельников
- Анжелика Неволина — Сашка
- Эра Зиганшина — редактор «Нового мира»
- Наталья Данилова — мама Бориса
- Эрнст Романов — член Союза писателей
- Юрий Кузнецов — следователь
- Ирина Тычинина — Евгения Лурье
- Елизавета Меньшикова — балерина (камео, в титрах не указана)

## О фильме
Сценарист и режиссёр — Андрей Некрасов, английский режиссёр, который родился и вырос в Ленинграде и эмигрировал в Великобританию. В интервью журналу «Советская жизнь» режиссёр говорил, что фильм стал результатом его ужасной тоски по старому миру, который разительно отличался, материально и духовно, от того, что он нашёл на Западе: слишком многие американцы, по его словам, «рассматривают культуру как нечто, что можно купить, а не как вопрос морали».

## Рецензии
- John J. O’Connor — Review/Television; Merging Zhivago With His Creator // New York Times, May 31, 1990